# (18749) Ayyubguliev
(18749) Ayyubguliev est un astéroïde de la ceinture principale.

## Description
(18749) Ayyubguliev est un astéroïde de la ceinture principale. Il fut découvert le 9 avril 1999 à la station Anderson Mesa par le programme LONEOS. Il présente une orbite caractérisée par un demi-grand axe de 2,22 UA, une excentricité de 0,10 et une inclinaison de 3,9° par rapport à l'écliptique.

## Compléments